# Sabrina Salerno
Sabrina Salerno (ital. Sabrina Salerno; 15. mart 1968. godine u Đenovi, Italija) je italijanska pevačica, glumica, model i producent rođena kao Norma Sabrina Salerno (ital. Norma Sabrina Salerno). Poznatija je po umetničkom imenu Sabrina, a svetsku slavu stekla je zahvaljujući hitu Boys (Summertime love) iz 1987. godine koji je producirao Claudio Cecchetto.
Pesma je postala mega hit, a Sabrina je iste godine proglašena za najbolju evropsku pevačicu.
Za pesmu je snimljen i famozni spot u bazenu, koji je više puta cenzurisan zbog Sabrininih velikih grudi koje dolaze do izražaja. Sabrina je ostvarila i par zapaženih uloga u nekoliko filmova i serija.

### Albumi
- 1987 -
- 1988 -
- 1988 -
- 1990 -
- 1991 -
- 1996 -
- 1999 -
- 2008 -

## Singlovi
- 1986 -
- 1987 -
- 1987 -
- 1987 -
- 1988 -
- 1988 -
- 1988 -
- 1988 -
- 1989 -
- 1990 -
- 1991 -
- 1991 -
- 1991 -
- 1994 -
- 1994 -
- 1995 -
- 1996 -
- 1999 -
- 2006 -
- 2008 -
- 2009 -

## Spoljašnje veze
- Zvanični sajt Sabrine Salerno